# Карр, Энтони
Энтони Грегори Карр (англ. Anthony Gregory Carr; род. 11 октября 1997, Филадельфия, штат Пенсильвания, США) — американский профессиональный баскетболист, играющий на позиции разыгрывающего защитника.

## Карьера
Карр является выпускником колледжа «Пенн Стэйт», где 2 года выступал за студенческую команду «Пенн Стэйт Ниттани Лайонс». Энтони дважды становился чемпионом штата Пенсильвания в 2015 и 2016 годах. Был удостоен персональной награды, как лучший игрок штата в 2016 году, а также неоднократно назывался игроком года известными американскими изданиями.
После яркого выступления за команду колледжа Карр заинтересовал скаутов НБА, и в 2018 году был выбран на драфте НБА клубом «Нью-Орлеан Пеликанс» под 51 номером.
Профессиональную карьеру Карр начал в Европе, где выступал за итальянские команды «Ауксилиум Торино» и «Канту». В составе туринского клуба Энтони набирал 12,8 очка, 3,9 подбора и 3,2 передачи в среднем за игру.
В 2019 году Карр вернулся в «Нью-Орлеан Пеликанс» и сыграл 9 матчей в Летней лиге НБА, где в среднем набирал 7,2 очка, 2 подбора и 2,2 передачи.
В августе 2019 года Карр перешёл в «Парму». В Единой лиге ВТБ Энтони провёл 2 матча и в среднем за игру набирал 1,5 очка, 1,5 подбора и 4,0 передачи. В ноябре Карр и пермский клуб досрочно расторгли контракт.
В январе 2020 года Карр подписал контракт с «Эри Бэйхокс».